# Leiophron lygivora
Leiophron lygivora är en stekelart som först beskrevs av Loan 1970.  Leiophron lygivora ingår i släktet Leiophron och familjen bracksteklar. Inga underarter finns listade i Catalogue of Life.